# Wensnet
 (décembre 2014).
 (janvier 2012).
Si vous disposez d'ouvrages ou d'articles de référence ou si vous connaissez des sites web de qualité traitant du thème abordé ici, merci de compléter l'article en donnant les références utiles à sa vérifiabilité et en les liant à la section « Notes et références ».

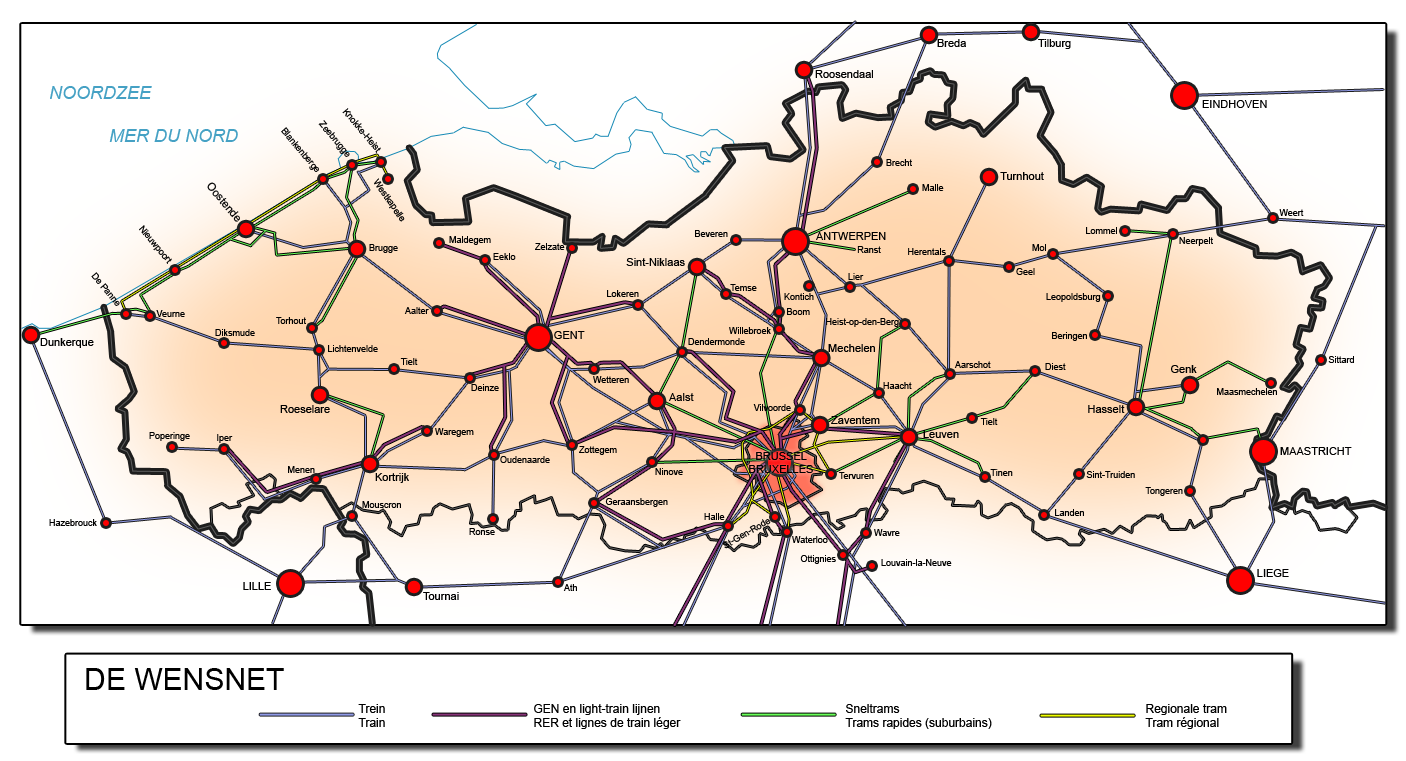
Le wensnet.

Le wensnet (en français le « plan souhaité ») est le plan de développement global des transports en commun en Flandre belge. Il est le résultat de l’étude du gouvernement flamand mobiliteitsvisie 2020 qui émet un certain nombre de pistes pour résoudre les problèmes de mobilité en Flandre et dans la Région de Bruxelles-Capitale (y compris dans sa périphérie en Brabant flamand).

## Les solutions envisagées
- La création de cinq nouvelles lignes de tram à traction électrique de type urbain autour et à Bruxelles, dans le Brabant flamand et jusque Waterloo en région wallonne :
  - Louvain - Kortenberg - Bruxelles
  - Tervuren - Zaventem - Vilvoorde - Jette
  - Jette - Dilbeek - Rhode-Saint-Genèse
  - Waterloo (Brabant wallon) - Bruxelles
  - Hal - Drogenbos - Bruxelles
- Les sneltrams (en français « trams rapides ») circuleront sur 17 nouvelles lignes suburbaines. Il s’agit de trams hybrides à traction électrique en agglomération et diesel en dehors. Ces véhicules, en partie comparables aux train-tram, pourront atteindre la vitesse maximale de 100 km/h. Les premiers d’entre eux circuleront dans le Limbourg d’ici 2012.[réf. nécessaire]
  - Maasmechelen - Genk - Hasselt - Neerpelt - Lommel
  - Neerpelt - Hasselt
  - Hasselt - Maastricht (Pays-Bas)
  - Anvers - Malle
  - Anvers - Ranst
  - Boom - Meise - Bruxelles
  - Heist-op-den-Berg - Haacht - Zaventem (Brussels Airport) - Bruxelles
  - Tirlemont - Louvain
  - Diest - Louvain
  - Aarschot - Louvain
  - Tervuren - Louvain
  - Saint-Nicolas - Termonde - Alost
  - Ninove - Bruxelles
  - Alost - Bruxelles
  - Roulers - Courtrai
  - Furnes - Dunkerque (France)
  - Ostende - Bruges - Thourout
- Le train-léger, dont fait partie le RER de Bruxelles auquel le Wensplan ajoute 12 autres lignes prévues autour de :
  - Gand
    - Gand - Lokeren
    - Gand - Zottegem
    - Gand - Audenarde
    - Gand - Wetteren - Alost
    - Gand - Deinze
    - Gand - Aalter
    - Gand - Eeklo - Maldegem

  - Anvers
    - Anvers - Rosendael (Pays-Bas)
    - Anvers - Boom - Saint-Nicolas
    - Anvers - Boom - Willebroeck - Malines

  - Courtrai
    - Ypres - Courtrai - Waregem
- Le train (SNCB)
- L’adaptation du réseau de bus (lignes locales et directes).